# Labastide-Saint-Pierre

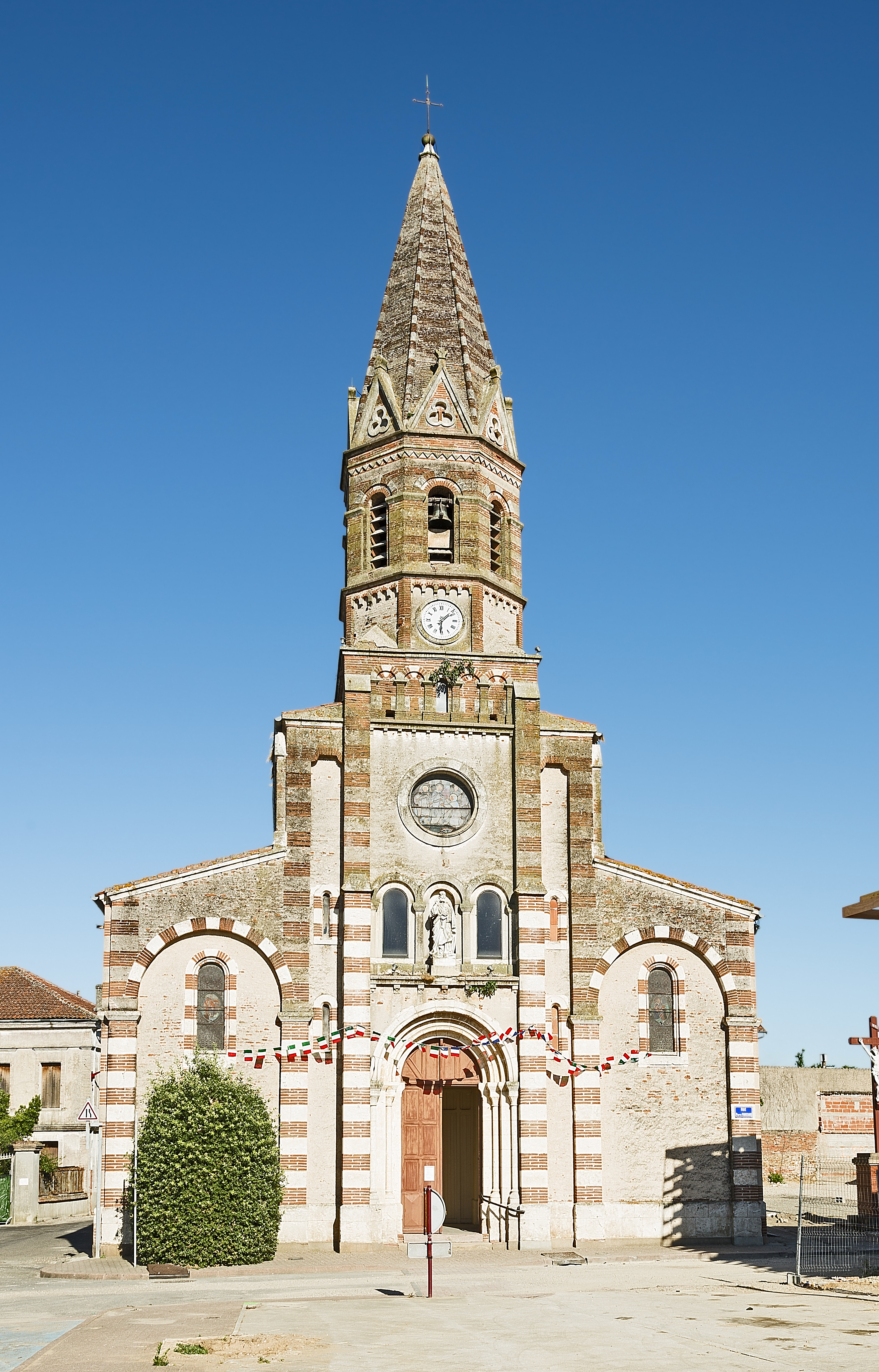
Biserica.

Labastide-Saint-Pierre este o comună în departamentul Tarn-et-Garonne din sudul Franței. În 2009 avea o populație de 3.592 de locuitori.

## Evoluția populației
| An        | 1975  | 1982  | 1990  | 1999  | 2006  | 2009  |
| --------- | ----- | ----- | ----- | ----- | ----- | ----- |
| Populație | 1.848 | 2.231 | 2.653 | 3.043 | 3.508 | 3.592 |